# Montsinéry-Tonnegrande
Montsinéry-Tonnegrande – gmina w Gujanie Francuskiej (Departament zamorski Francji); 2346 mieszkańców (2011).